# Семяновская волость
Семяновская волость — административно-территориальная единица в составе Конотопского уезда.
Административный центр — село Семяновка.
Населенные пункты волости по переписи 1897 года:
| Населенный пункт                    | Количество дворов в 1858 году | Количество дворов в 1897 году | Население в 1897 году |
| ----------------------------------- | ----------------------------- | ----------------------------- | --------------------- |
| деревня Базиловка                   | 27                            | см. Савинцы                   | см. Савинцы           |
| хутор Весело- Семьяновский (Журбин) | 20                            | 45                            | 393                   |
| хутор Воскресенский- Хунгурский     | 15                            | 32                            | 264                   |
| деревня Гамалеевка (Перегоновка)    | 38                            | 69                            | 505                   |
| хутор Дубовязовка (Костенецкий)     | 17                            | 44                            | 375                   |
| деревня Капитоновка                 | 10                            | 148                           | 665                   |
| село Куриловка                      | 124                           | 136                           | 859                   |
| деревня Полтавка (Даниловка)        | 24                            | 37                            | 326                   |
| деревня Савинцы                     | 18                            | 99                            | 964                   |
| хутор Сангурский                    | 4                             | см. Воскресенский             | см. Воскресенский     |
| село Семьяновка                     | 295                           | 472                           | 3156                  |
| село Шпотовка                       | 130                           | 193                           | 1176                  |